# Sundbybergs museum

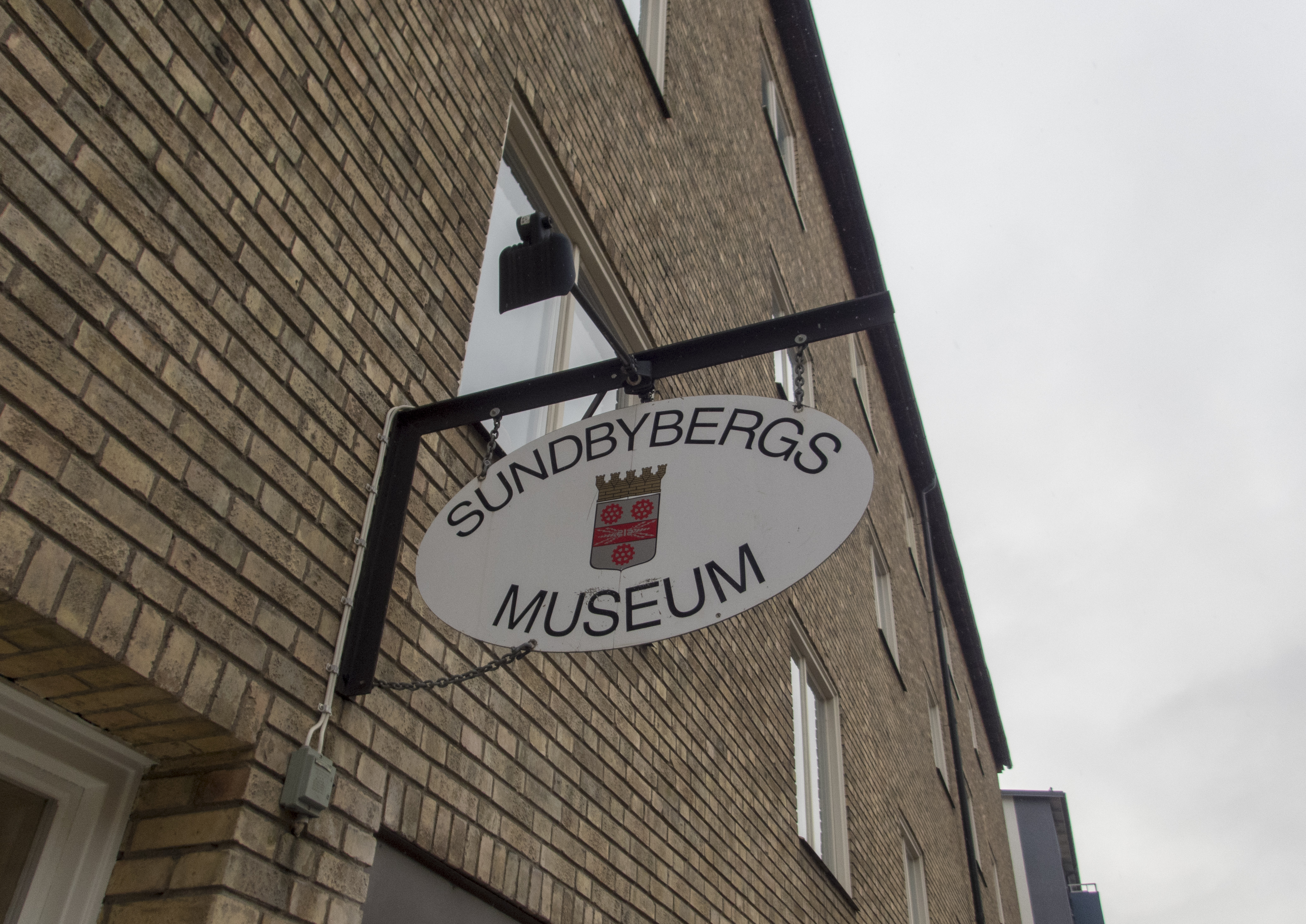
Sundbybergs Stadsmuseum

Sundbybergs Stadsmuseum är ett svenskt stadsmuseum på Fredsgatan 4 i Sundbybergs kommun.
Sundbybergs Stadsmuseum skildrar Sveriges första förstads historia. Det har permanenta utställningar om stadens uppbyggnad sedan 1860-talet och framåt. 
På museet förvaras föremål, bland annat brända ben (under vikingatiden var bränning av de döda det vanligaste begravningsskicket) från en av de vikingatida gravar som grävts ut vid det område där senare Sieverts kabelverk etablerades.